# Ниеминен, Яркко
Яркко Калерво Ниеминен (фин. Jarkko Nieminen; родился 23 июля 1981 года в Маску, Финляндия) — финский теннисист. 
Победитель семи турниров ATP (два — в одиночном разряде); победитель одного юниорского турнира Большого шлема в одиночном разряде (US Open-1999); финалист одного юниорского турнира Большого шлема в парном разряде (Уимблдон-1999).

## Общая информация
Яркко — младший из двух детей Кауко и Лены Ниеминенов; родители химики на пенсии; его старшую сестру зовут Анна Рика, она работает редактором в издательстве.
11 июня 2005 года Ниеминен женился на Ану Векстрём — финской бадминтонистке, участнице Олимпийских игр.
В ноябре 2007 года Яркко прошел краткую службу в финской армии.
Помимо тенниса любит хоккей, бадминтон и футбол, является болельщиком английского клуба Манчестер Юнайтед. Любит творчество музыкальной группы Metallica.
Яркко добился самого лучшего места в мировом рейтинге для финского теннисиста за всю его историю, он также единственный финский теннисист, который смог выиграть турнир ATP в одиночном разряде.

## Спортивная карьера
Начало карьеры.
Начал играть в теннис в четырёхлетнем возрасте. В возрасте 18 лет (в 1999 году) выиграл Открытый чемпионат США по теннису среди юношей в одиночном разряде. В мировом туре ATP с 2000 года. В 2001 году выигрывает четыре турнира серии «челленджер»: в Вольфсбурге, Тампере, Кордове и Майе. В октябре этого же года сыграл свой первый финал на турнире ATP. В Стокгольм, Швеция Яркко в финале проигрывает Шенгу Схалкену со счетом 6-3, 3-6, 3-6, 6-4, 3-6. Он стал первым финским теннисистом, который дошел до финала на турнире ATP за последние 20 лет. благодаря этому результату он впервые в рейтинге вошел в число 100 лучших теннисистов.
В январе 2002 дебютирует в основном розыгрыше турнира серии Большого шлема Открытом чемпионате Австралии. В первом же раунде ему в соперники достался знаменитый американский теннисист Пит Сампрас, которому финн в итоге проиграл 3-6, 3-6, 4-6. В апреле ему удается выйти в финал на грунтовом турнире в Эшториле. В четвертьфинале того турнира он впервые обыграл игрока Топ-10 Марата Сафина (№ 7 на тот момент) 4-6, 7-5, 6-3. В решающем матче он уступил Давиду Налбандяну. В мае ему удалось выйти еще в один финал на турнире в Мальорке, но уступил другому аргентинцу Гастону Гаудио. На дебютном Открытом чемпионате Франции смог дойти до третьего раунда. В июле выходит в четвертьфинал турнира в Амерсфорте и выигрывает «челленджер» в Тампере. В августе дважды выходит в четвертьфинал в Вашингтоне и Лонг-Айленде. В конце сезона побеждает на «челленджере» в Хельсинки. По итогам сезона побивает ещё один национальный рекорд, став первым финном, который вошел в 50 лучших теннисистов в рейтинге по итогам года (40 место).
В 2003 году на Открытом чемпионате Австралии, обыграв попутно россиян Николая Давыденко и Евгения Кафельникова, вышел в третьей раунд. Затем с Кафельниковым Яркко встретился в полуфинале турнира в Милане, где на этот раз проиграл. В апреле вышел в финал турнира в Мюнхене, где проиграл швейцарцу Роджеру Федереру 1-6, 4-6. На Открытом чемпионате Франции впервые достигает 4 раунда. В августе вышел в четвертьфинал в Лонг-Айленде, в сентябре в полуфинал в Бангкоке, где обыграл по пути № 6 в мире Карлоса Мойю, а в октябре выходит в четвертьфинал в Вене. По итогам года финиширует уже на 36 месте.
2004-08.

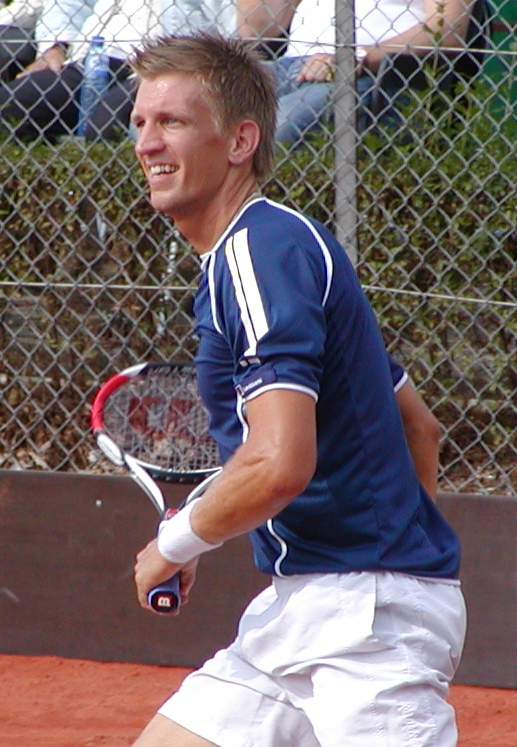
Ниеминен в 2008 году

В феврале 2004 выходит в четвертьфинал в Роттердаме. В марте на турнире в Дубае в первом раунде обыграл № 8 Давида Налбандяна 6-3, 6-4 и дошёл до полуфинала турнира, где уступил № 1 Роджеру Федереру. С апреля по июль Ниеминен вынужден был пропустить ряд соревнований в том числе два турнира из серии Большого шлема. В августе принимает участие в Летних Олимпийских играх в Афинах, где проигрывает во втором раунде белорусу Максу Мирному. До конца сезона лишь один раз вышел в полуфинал турнира ATP в сентябре в Пекине.
2005 год начинается не слишком удачно и финн вылетает в рейтинге за пределы первой сотни. В апреле в Мюнхене Яркко выходит в полуфинал. В июне выиграл «челленджер» в Простеве. В июле выходит в полуфинал в Штутгарте, а затем в августе в четвертьфинал в Сопоте. В 2005 году Ниеминен впервые доходит до четвертьфинала турнира Большого шлема. На Открытом чемпионате США он обыгрывает по пути Кароля Бека, Бьорна Фау, своего обидчика на олимпийских играх Макса Мирного и Фернандо Вердаско. В четвертьфинальном поединке Яркко уступил в пяти сетах Ллейтону Хьюитту 6-2, 1-6, 6-3, 3-6, 1-6. В октябре смог выйти в полуфинал на турнирах в Бангкоке и Токио. Сезон впервые завершает в Топ-30.
В начале 2006 года Ниеминен выходит в четвертьфинал в Аделаиде и выигрывает первый в карьере титул на турнире ATP в новозеландском Окленде. В финале он обыгрывает хорвата Марио Анчича 6-2, 6-2. В феврале выходит в полуфинал в Роттердаме. В марте впервые выходит в четвертьфинал на турнире серии Мастерс в Индиан-Уэллсе. В апреле выходит в четвертьфинал в Барселоне и полуфинал в Мюнхене.
На Уимблдонском турнире сумел дойти до четвертьфинала, где уступил будущему финалисту Рафаэлю Надалю 3-6, 4-6, 4-6. Летом финн сумел выйти в полуфинал в Бостаде и четвертьфинал на Мастерсе в Торонто. Осенью вышел в четвертьфинал в Бангкоке и Токио, а затем в финал турнира в Стокгольме, где уступает Джеймсу Блэйку 4-6, 2-6. В конце сезона смог выйти в четвертьфинал на Мастерсе в Париже. По итогам года сумел подняться на высокую 15 строчку в рейтинге ATP.
В феврале 2007 года доходит до полуфинала турнира в Марсель. Следующий раз той же стадии он достиг только в июне на травяном турнире в Халле. В сентябре выигрывает первый титул в парном разряде в паре со шведом Робертом Линдстедтом в индийском Мумбае, где к тому же в одиночном разряде вышел в четвертьфинал. В октябре в четвертьфинал ему удалось выйти в Стокгольме. В конце месяца Яркко доходит до финала турнира в швейцарском Базеле, обыграв по пути № 8 в мире Фернандо Гонсалеса. В финале он уступает местному кумиру Роджеру Федереру со счетом 3-6, 4-6.
Начало сезона 2008 года Яркко Ниеминен отметил выходом в финал на турнире в австралийской Аделаиде. В нём он уступает французскому теннисисту Микаэлю Льодра 3-6, 4-6. Затем он сумел дойти до четвертьфинала уже на третьем в карьере турнире Большого шлема. На этот раз на Открытом чемпионате Австралии, переиграв по пути канадца Фрэнка Данцевича, американцев Джесси Левина и Марди Фиша, а также немца Филиппа Кольшрайбера, Яркко, как и на Уимблдонском турнире 2006 года, проигрывает в четвертьфинале в трех сетах Рафаэлю Надалю 5-7, 3-6, 1-6. Далее в выступлениях финна наметился спад и лишь в июле он смог выйти в четвертьфинал на турнире в Бостаде. Летом во второй раз в карьере принимает участие в Олимпийских играх. В Пекине на олимпийском теннисном турнире он уступает в первом круге шведу Томасу Юханссону. В конце сезона выходит в полуфинал в Стокгольме.
2009-16.

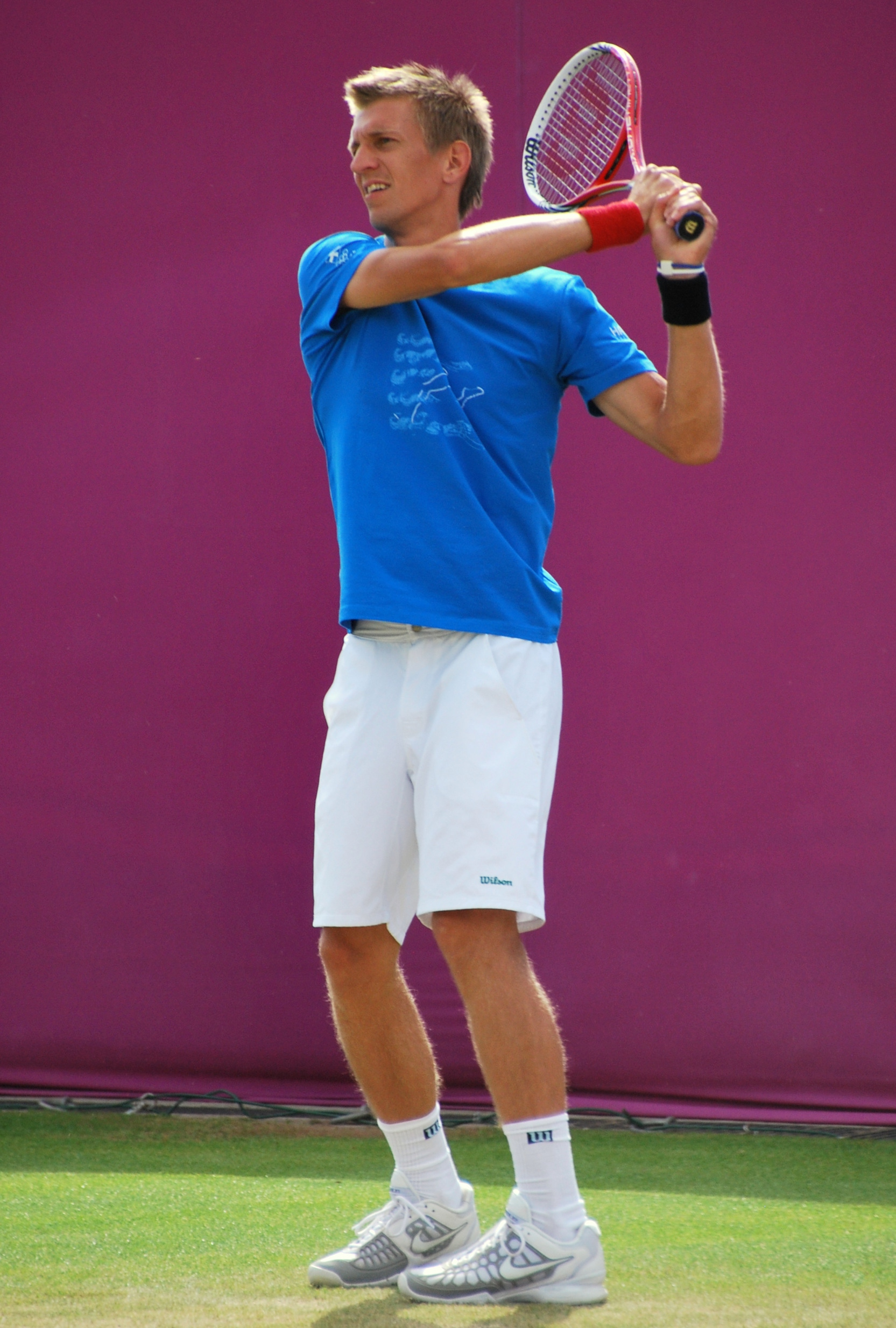
Ниеминен на Олимпийских играх в Лондоне

Третий сезон подряд Яркко в начале 2009 года смог выйти в финал. На этот раз, выиграв по пути первого сеяного турнира в Сиднее Новака Джоковича 6-4, 7-6, он уступил в финальном поединке Давиду Налбандяну 3-6, 7-6, 2-6. На Открытом чемпионате Австралии на этот раз в парном разряде он сумел дойти до полуфинала. Вместе со своим партнером немцем Михаэлем Кольманном проигрывает будущим победителям турнира братьям Брайанам 1-6, 4-6. С апреле по август не принимает участие в соревнованиях, вылетев из-за этого за пределы первой сотни. В октябре в Стокгольме выходит в четвертьфинал. В ноябре победил на «челленджере» на острове Джерси. По итогу сезона сумел вернуться в Топ-100.
В феврале 2010 года доходит до полуфинала турнира в Делрей-Бич. В марте выиграл «челленджер» в Марракеше. Летом вместе с шведом Йоханом Брюнстрёмом смог выиграть второй в карьере титул в парном разряде в швейцарском Гштаде. В сентябре выходит в четвертьфинал в Меце. В октябре на турнире в Бангкоке выходит в финал на десятом для себя турнире ATP в одиночном разряде и терпит девятое поражение, на этот раз от испанца Гильермо Гарсия-Лопеса со счетом 4-6, 6-3, 4-6. За этим турниром Ниеминен выходит в четвертьфинал в Токио, полуфинал в Стокгольме и вновь в четвертьфинал в Монпелье.
В 2011 году впервые преодолеть первые раунды на турнирах ATP удается только в сентябре с выходом в четвертьфинал турнира в Бангкоке. Десятое поражение в финалах на турнирах ATP Яркко в октябре терпит от француза Гаэля Монфиса (кстати тоже не особо хорошо играющего финалы) — 5-7, 6-3, 2-6.
15 января 2012 года Яркко, пройдя в том числе квалификационный отбор, стал победителем турнира в Сиднее, переиграв в финале француза Жюльена Беннето со счётом 6-2, 7-5. Для Ниеминена, занимающего тогда 49-е место в рейтинге АТР, этот титул стал вторым в карьере на турнирах АТР-тура. В феврале выходит в четвертьфинал в Монпелье и Роттердаме. В апреле выходит в четвертьфинал в Белграде. В июле принял участие уже в третьих для себя Олимпийских играх. На играх в Лондоне во втором раунде он проигрывает будущему чемпиону британцу Энди Маррею. В сентябре выходит в полуфинал в Бангкоке.
В начале 2013 года выходит в четвертьфинал в Сиднее. В феврале попадает в полуфинал в Монпелье и четвертьфинал в Роттердаме. В апреле на Мастерсе в Монте-Карло смог выиграть игрока из Топ-10 Хуана Мартина дель Потро (№ 7) 6-4, 4-6, 7-6(4) и дошёл до четвертьфинала, где проиграл № 1 в мире Новаку Джоковичу. В мае Ниеминен выходит в финал турнира в Дюссельдорфе, где проиграл аргентинцу Хуану Монако 4-6, 3-6. В этом же месяце выиграл парный титул на турнире в Мюнхене (совместно с россиянином Дмитрием Турсуновым). В сентябре доходит до четвертьфинала в Токио и в Валенсии. В концовке сезона Яркко выиграл «челленджер» в Хельсинки.
В феврале 2014 года Ниеминен доходит до полуфинала в Монпелье. Следующий раз в сезоне дойти до этой же стадии ему удалось в октябре на турнире в Куала-Лумпуре. Помимо этого в августе в паре с соотечественником Хенри Континеном выиграл титул на турнире в Кицбюэле.
В 2015 Ниеминен выиграл парный приз турнира в Буэнос-Айресе в партнёрстве с Андре Са. Тот сезон стал последним полноценным в карьере финского теннисиста. В 2016 году он дважды сыграл за сборную Финляндии в Кубке Дэвиса и окончательно завершил карьеру.

## Рейтинг на конец года
| Год  | Одиночный рейтинг | Парный рейтинг |
| 2015 | 153               | 278            |
| 2014 | 73                | 83             |
| 2013 | 39                | 100            |
| 2012 | 41                | 165            |
| 2011 | 77                | 154            |
| 2010 | 39                | 48             |
| 2009 | 88                | 128            |
| 2008 | 37                | 80             |
| 2007 | 27                | 46             |
| 2006 | 15                | 56             |
| 2005 | 28                | 204            |
| 2004 | 77                | 119            |
| 2003 | 36                | 60             |
| 2002 | 40                | 187            |
| 2001 | 61                | 356            |
| 2000 | 308               | 390            |
| 1999 | 587               | 662            |
| 1998 | 1 324             | 1 384          |
| 1997 | 1 209             |                |

По данным официального сайта ATP на последнюю неделю года.

## Выступления на турнирах

### Финалы турниров ATP в одиночном разряде (13)

#### Победы (2)
| Легенда                              |
| ------------------------------------ |
| Турниры Большого шлема (0)           |
| Кубок Мастерс / Финал АТР-тура (0)   |
| ATP Мастерс 1000 (0)                 |
| ATP International Gold / АТР 500 (0) |
| ATP International / АТР 250 (2+5)    |

| Титулы по покрытиям | Титулы по месту проведения матчей турнира |
| ------------------- | ----------------------------------------- |
| Хард (2+1)          | Зал (0)                                   |
| Грунт (0+4)         | Зал (0)                                   |
| Трава (0)           | Открытый воздух (2+5)                     |
| Ковёр (0)           | Открытый воздух (2+5)                     |

| №  | Дата           | Турнир                 | Покрытие | Соперник в финале | Счёт    |
| 1. | 14 января 2006 | Окленд, Новая Зеландия | Хард     | Марио Анчич       | 6-2 6-2 |
| 2. | 15 января 2012 | Сидней, Австралия      | Хард     | Жюльен Беннето    | 6-2 7-5 |

#### Поражения (11)
| №   | Дата            | Турнир                | Покрытие | Соперник в финале     | Счёт                |
| 1.  | 28 октября 2001 | Стокгольм, Швеция     | Хард(i)  | Шенг Схалкен          | 6-3 3-6 3-6 6-4 3-6 |
| 2.  | 14 апреля 2002  | Оэйраш, Португалия    | Грунт    | Давид Налбандян       | 4-6 6-7(5)          |
| 3.  | 5 мая 2002      | Мальорка, Испания     | Грунт    | Гастон Гаудио         | 2-6 3-6             |
| 4.  | 4 мая 2003      | Мюнхен, Германия      | Грунт    | Роджер Федерер        | 1-6 4-6             |
| 5.  | 15 октября 2006 | Стокгольм, Швеция (2) | Хард(i)  | Джеймс Блэйк          | 4-6 2-6             |
| 6.  | 28 октября 2007 | Базель, Швейцария     | Хард(i)  | Роджер Федерер        | 3-6 4-6             |
| 7.  | 6 января 2008   | Аделаида, Австралия   | Хард     | Микаэль Льодра        | 3-6 4-6             |
| 8.  | 17 января 2009  | Сидней, Австралия     | Хард     | Давид Налбандян       | 2-6 7-6(9) 3-6      |
| 9.  | 3 октября 2010  | Бангкок, Таиланд      | Хард(i)  | Гильермо Гарсия-Лопес | 4-6 6-3 4-6         |
| 10. | 23 октября 2011 | Стокгольм, Швеция (3) | Хард(i)  | Гаэль Монфис          | 5-7 6-3 2-6         |
| 11. | 25 мая 2013     | Дюссельдорф, Германия | Грунт    | Хуан Монако           | 4-6 3-6             |

### Финалы челленджеров и фьючерсов в одиночном разряде (15)

#### Победы (10)
| Условные обозначения |
| Челленджеры (11+3)   |
| Фьючерсы (0+2)       |

| Титулы по покрытиям | Титулы по месту проведения матчей турнира |
| ------------------- | ----------------------------------------- |
| Хард (5+1)          | Зал (5+1)                                 |
| Грунт (5+3)         | Зал (5+1)                                 |
| Трава (0)           | Открытый воздух (6+4)                     |
| Ковёр (1+1)         | Открытый воздух (6+4)                     |

| №   | Дата             | Турнир               | Покрытие | Соперник в финале    | Счёт        |
| 1.  | 25 февраля 2001  | Вольфсбург, Германия | Ковёр(i) | Анди Фальке          | 3-6 6-2 7-5 |
| 2.  | 29 июля 2001     | Тампере, Финляндия   | Грунт    | Маттиас Хельстрём    | 6-1 6-0     |
| 3.  | 11 августа 2001  | Кордова, Испания     | Хард     | Поль-Анри Матьё      | 6-4 2-6 6-3 |
| 4.  | 30 сентября 2001 | Майа, Португалия     | Грунт    | Фелисиано Лопес      | 5-7 6-3 6-4 |
| 5.  | 28 июля 2002     | Тампере, Финляндия   | Грунт    | Ришар Гаске          | 7-5 7-6(2)  |
| 6.  | 17 ноября 2002   | Хельсинки, Финляндия | Хард(i)  | Ловро Зовко          | 7-5 4-6 7-5 |
| 7.  | 5 июня 2005      | Простеёв, Чехия      | Грунт    | Иво Минарж           | 6-1 6-3     |
| 8.  | 15 ноября 2009   | Джерси               | Хард(i)  | Стефан Робер         | 4-6 6-1 7-5 |
| 9.  | 21 марта 2010    | Марракеш, Марокко    | Грунт    | Александр Долгополов | 6-3 6-2     |
| 10. | 17 ноября 2013   | Хельсинки, Финляндия | Хард(i)  | Ричардас Беранкис    | 6-3 6-1     |

#### Поражения (5)
| №  | Дата           | Турнир                  | Покрытие | Соперник в финале   | Счёт           |
| 1. | 12 мая 2001    | Ньюкасл, Великобритания | Грунт    | Себастьен де Шоньяк | 4-6 2-6        |
| 2. | 26 мая 2001    | Будапешт, Венгрия       | Грунт    | Джорджо Галимберти  | 4-6 7-5 1-6    |
| 3. | 6 декабря 2009 | Зальцбург, Австрия      | Хард(i)  | Михаэль Беррер      | 7-6(4) 4-6 4-6 |
| 4. | 18 ноября 2012 | Хельсинки, Финляндия    | Хард(i)  | Лукаш Лацко         | 3-6 4-6        |
| 5. | 27 июля 2014   | Тампере, Финляндия      | Грунт    | Давид Гоффен        | 6-7(3) 3-6     |

### Финалы турниров ATP в парном разряде (9)

#### Победы (5)
| №  | Дата             | Турнир                  | Покрытие | Партнёр          | Соперники в финале                 | Счёт              |
| 1. | 30 сентября 2007 | Мумбаи, Индия           | Хард     | Роберт Линдстедт | Рохан Бопанна Айсам-уль-Хак Куреши | 7-6(3) 7-6(5)     |
| 2. | 1 августа 2010   | Гштад, Швейцария        | Грунт    | Юхан Брунстрём   | Марсело Мело Бруно Соарес          | 6-3 6-7(4) [11-9] |
| 3. | 5 мая 2013       | Мюнхен, Германия        | Грунт    | Дмитрий Турсунов | Маркос Багдатис Эрик Буторак       | 6-1 6-4           |
| 4. | 2 августа 2014   | Кицбюэль, Австрия       | Грунт    | Хенри Континен   | Даниэле Браччали Андрей Голубев    | 6-1 6-4           |
| 5. | 1 марта 2015     | Буэнос-Айрес, Аргентина | Грунт    | Андре Са         | Пабло Андухар Оливер Марах         | 4-6 6-4 [10-7]    |

#### Поражения (4)
| №  | Дата             | Турнир            | Покрытие | Партнёр        | Соперники в финале            | Счёт       |
| 1. | 28 сентября 2003 | Бангкок, Таиланд  | Хард(i)  | Эндрю Кратцман | Энди Рам Йонатан Эрлих        | 3-6 6-7(4) |
| 2. | 15 февраля 2009  | Сан-Хосе, США     | Хард     | Рохан Бопанна  | Томми Хаас Радек Штепанек     | 2-6 3-6    |
| 3. | 24 октября 2010  | Стокгольм, Швеция | Хард(i)  | Юхан Брунстрём | Эрик Буторак Жан-Жюльен Ройер | 2-6 3-6    |
| 4. | 14 января 2012   | Сидней, Австралия | Хард     | Мэттью Эбден   | Боб Брайан Майк Брайан        | 1-6 4-6    |

### Финалы челленджеров и фьючерсов в парном разряде (14)

#### Победы (6)
| №  | Дата             | Турнир               | Покрытие | Партнёр        | Соперники в финале             | Счёт           |
| 1. | 26 марта 2000    | Сирако, Япония       | Ковёр    | Скотт Баррон   | Акира Мацусита Мицуру Такада   | 6-3 6-3        |
| 2. | 14 мая 2000      | Тельфс, Австрия      | Грунт    | Скотт Баррон   | Штефан Лайнер Патрик Зоммер    | 7-6(2) 6-1     |
| 3. | 30 июля 2000     | Тампере, Финляндия   | Грунт    | Вилле Лиукко   | Стивен Ранджелович Душан Вемич | 6-0 4-6 6-3    |
| 4. | 15 сентября 2001 | Будапешт, Венгрия    | Грунт    | Оливер Марах   | Орест Терещук Юрий Щукин       | 6-2 6-2        |
| 5. | 17 ноября 2013   | Хельсинки, Финляндия | Хард(i)  | Хенри Континен | Дастин Браун Филипп Маркс      | 7-5 5-7 [10-5] |
| 6. | 16 ноября 2014   | Хельсинки, Финляндия | Хард(i)  | Хенри Континен | Джонатан Маррей Филипп Пецшнер | 7-6(2) 6-4     |

#### Поражения (8)
| №  | Дата            | Турнир               | Покрытие | Партнёр        | Соперники в финале                 | Счёт               |
| 1. | 25 июля 1999    | Тампере, Финляндия   | Грунт    | Тимо Ниеминен  | Петр Дезорт Радомир Вашек          | 1-6 1-6            |
| 2. | 4 июня 2000     | Дублин, Ирландия     | Ковёр    | Кристиан Плесс | Жиль Эльсенер Жан-Мишель Пекри     | 6-7(2) 6-4 3-6     |
| 3. | 28 октября 2000 | Хельсинки, Финляндия | Ковёр(i) | Теро Вилен     | Кароль Бек Игорь Зеленай           | 2-6 4-6            |
| 4. | 29 июля 2001    | Тампере, Финляндия   | Грунт    | Туомас Кетола  | Ли Пирсон Стивен Хасс              | 5-7 7-6(5) 4-6     |
| 5. | 28 июля 2002    | Тампере, Финляндия   | Грунт    | Туомас Кетола  | Дуг Бохабой Ник Рейни              | 4-6 2-6            |
| 6. | 15 ноября 2009  | Джерси               | Хард(i)  | Хенри Континен | Фредерик Нильсен Джозеф Сирианни   | 5-7 6-3 [2-10]     |
| 7. | 29 ноября 2009  | Хельсинки, Финляндия | Хард(i)  | Хенри Континен | Рохан Бопанна Айсам-уль-Хак Куреши | 2-6 6-7(7)         |
| 8. | 28 ноября 2010  | Хельсинки, Финляндия | Хард(i)  | Хенри Континен | Дастин Браун Мартин Эммрих         | 6-7(17) 6-0 [7-10] |

## История выступлений на турнирах
| Турнир                       | 2001          | 2002          | 2003          | 2004          | 2005          | 2006          | 2007          | 2008          | 2009                    | 2010                    | 2011                    | 2012                    | 2013                    | 2014                    | 2015                    | Итог   | В/П за карьеру |
| ---------------------------- | ------------- | ------------- | ------------- | ------------- | ------------- | ------------- | ------------- | ------------- | ----------------------- | ----------------------- | ----------------------- | ----------------------- | ----------------------- | ----------------------- | ----------------------- | ------ | -------------- |
| Открытый чемпионат Австралии | -             | 1P            | 3P            | 2P            | 3P            | 3P            | 2P            | 1/4           | 1Р                      | 2Р                      | 1Р                      | 1P                      | 2P                      | 2Р                      | 3Р                      | 0 / 14 | 17-14          |
| Открытый чемпионат Франции   | -             | 3P            | 4P            | -             | 2Р            | 1Р            | 3Р            | 3Р            | -                       | 1P                      | 1P                      | 2P                      | 2P                      | 2P                      | 1P                      | 0 / 12 | 13-12          |
| Уимблдон                     | -             | 2P            | 3P            | -             | 1P            | 1/4           | 3P            | 2P            | -                       | 2P                      | 1P                      | 2P                      | 1P                      | 2P                      | 2P                      | 0 / 12 | 14-12          |
| Открытый чемпионат США       | К             | 1P            | 2P            | 1P            | 1/4           | 1P            | 1P            | 3P            | 2P                      | 1P                      | 1P                      | 2P                      | 2P                      | 1P                      | 1P                      | 0 / 14 | 10-14          |
| Итог                         | 0 / 0         | 0 / 4         | 0 / 4         | 0 / 2         | 0 / 4         | 0 / 4         | 0 / 4         | 0 / 4         | 0 / 2                   | 0 / 4                   | 0 / 4                   | 0 / 4                   | 0 / 4                   | 0 / 4                   | 0 / 4                   | 0 / 52 |                |
| В/П в сезоне                 | 0-0           | 3-4           | 8-4           | 1-2           | 7-4           | 6-4           | 5-4           | 9-4           | 1-2                     | 2-4                     | 0-4                     | 3-4                     | 3-4                     | 3-4                     | 3-4                     |        | 54-52          |
| Олимпийские игры             |               |               |               |               |               |               |               |               |                         |                         |                         |                         |                         |                         |                         |        |                |
| Олимпиада                    | НП            | НП            | НП            | 2Р            | Не проводился | Не проводился | Не проводился | 1Р            | Не проводился           | Не проводился           | Не проводился           | 2Р                      | Не проводился           | Не проводился           | Не проводился           | 0 / 3  | 2-3            |
| Турниры Мастерс              |               |               |               |               |               |               |               |               |                         |                         |                         |                         |                         |                         |                         |        |                |
| Индиан-Уэллc                 | -             | -             | 1Р            | 2Р            | 2Р            | 1/4           | 3Р            | 2Р            | 2Р                      | -                       | 2Р                      | 1Р                      | 3Р                      | 3Р                      | 2Р                      | 0 / 12 | 12-12          |
| Майами                       | -             | 2Р            | 3Р            | 2Р            | 2Р            | 3Р            | 4Р            | 2Р            | 2Р                      | -                       | 1Р                      | 1Р                      | 3Р                      | 2Р                      | 2Р                      | 0 / 13 | 11-13          |
| Монте-Карло                  | -             | -             | 3Р            | 2Р            | -             | 1Р            | 1Р            | 2Р            | К                       | 1Р                      | 2Р                      | 2Р                      | 1/4                     | 1Р                      | К                       | 0 / 9  | 9-9            |
| Мадрид                       | -             | 2Р            | 1Р            | К             | -             | 1Р            | 1Р            | 2Р            | -                       | -                       | -                       | -                       | -                       | 3Р                      | -                       | 0 / 6  | 4-6            |
| Рим                          | -             | -             | 3Р            | -             | -             | 2Р            | 1Р            | 1Р            | -                       | К                       | 3Р                      | 1Р                      | 1Р                      | -                       | -                       | 0 / 7  | 5-7            |
| Торонто/Монреаль             | -             | 2Р            | 1Р            | -             | -             | 1/4           | 2Р            | 1Р            | -                       | 1Р                      | 1Р                      | -                       | 1Р                      | -                       | -                       | 0 / 8  | 5-8            |
| Цинциннати                   | -             | 3Р            | 2Р            | -             | -             | 1Р            | 3Р            | 1Р            | -                       | К                       | К                       | 1Р                      | 2Р                      | -                       | -                       | 0 / 7  | 6-7            |
| Шанхай                       | Не проводился | Не проводился | Не проводился | Не проводился | Не проводился | Не проводился | Не проводился | Не проводился | -                       | -                       | -                       | 1Р                      | 1Р                      | -                       | -                       | 0 / 2  | 0-2            |
| Париж                        | -             | 2Р            | 1Р            | -             | 2Р            | 1/4           | 2Р            | 1Р            | -                       | 2Р                      | К                       | -                       | 1Р                      | К                       | -                       | 0 / 8  | 5-8            |
| Гамбург                      | -             | -             | 2Р            | -             | -             | 3Р            | 3Р            | 2Р            | Не турнир серии Мастерс | Не турнир серии Мастерс | Не турнир серии Мастерс | Не турнир серии Мастерс | Не турнир серии Мастерс | Не турнир серии Мастерс | Не турнир серии Мастерс | 0 / 4  | 6-4            |
| Статистика за карьеру        |               |               |               |               |               |               |               |               |                         |                         |                         |                         |                         |                         |                         |        |                |
| Проведено финалов            | 1             | 2             | 1             | 0             | 0             | 2             | 1             | 1             | 1                       | 1                       | 1                       | 1                       | 1                       | 0                       | 0                       |        | 13             |
| Выиграно турниров АТП        | 0             | 0             | 0             | 0             | 0             | 1             | 0             | 0             | 0                       | 0                       | 0                       | 1                       | 0                       | 0                       | 0                       |        | 2              |
| В/П: всего                   | 7-2           | 27-27         | 41-29         | 20-18         | 33-22         | 55-27         | 33-27         | 26-28         | 12-15                   | 30-27                   | 23-25                   | 26-27                   | 31-27                   | 26-27                   | 12-18                   |        | 408-348        |
| Σ % побед                    | 78 %          | 50 %          | 59 %          | 53 %          | 60 %          | 67 %          | 55 %          | 48 %          | 44 %                    | 53 %                    | 48 %                    | 49 %                    | 53 %                    | 49 %                    | 40 %                    |        | 54 %           |

К — проигрыш в квалификационном турнире.

## Интересные факты
- 20 марта 2014 года на турнире в Майами в матче первого раунда против австралийца Бернарда Томича стал обладателем рекорда ATP, сыграв самый короткий матч и одержав самую быструю победу. Матч продлился 28 минут, а Ниеминен выиграл со счётом 6-0, 6-1[5].